# Boels Ladies Tour 2013
De Holland Ladies Tour 2013 werd verreden van dinsdag 3 september tot en met zondag 8 september in Nederland. Het was de 16e editie van de rittenkoers, die valt in de UCI 2.1-categorie. De ronde telde zes etappes, inclusief een ploegentijdrit.
De vorige vier edities werden gewonnen door Marianne Vos, maar zij was deze keer niet aanwezig om haar titel te verdedigen. Op 3 september werd de eerste etappe in Roden gewonnen door Kirsten Wild. Een dag later werd in Coevorden de ploegentijdrit gewonnen door Specialized-lululemon, waardoor Trixi Worrack de leiderstrui overnam van Elizabeth Armitstead. In Leerdam werd de derde etappe wederom in een sprint gewonnen door Wild.
In de vierde etappe kozen Elke Gebhardt en Vera Koedooder voor de aanval. Omdat de kopgroep onderweg de verkeerde kant op gestuurd werd, werd het peloton een tijdje stilgezet. De kopgroep wist vooruit te blijven en Gebhardt versloeg Koedooder op de finish in Papendrecht; Emilie Moberg won de sprint van het peloton. De vijfde etappe van Zaltbommel naar Veen werd in de sprint gewonnen door Chloe Hosking; het klassement bleef nog steeds onveranderd met vijf rensters van Specialized aan de leiding.

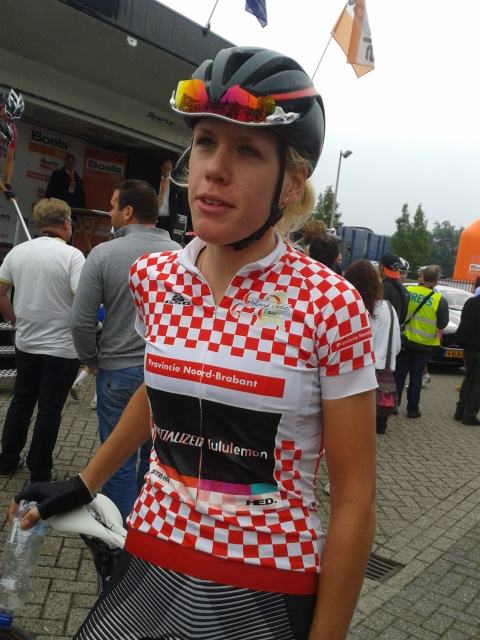
Eindwinnares Ellen van Dijk bij start van de 5e etappe in Zaltbommel

De slotrit startte in Bunde en finishte na in totaal 15 Limburgse heuvels op de Geulhemmerberg in Berg en Terblijt. Tatiana Guderzo won nipt voor de eerder ontsnapte Annemiek van Vleuten. Ellen van Dijk had met haar zesde plaats op 26 seconden genoeg om de eindoverwinning te grijpen, ruim één minuut voor Van Vleuten en Armitstead. Guderzo klom door haar zege naar de vierde plaats. Kirsten Wild won de puntentrui, Armitstead de tussensprint- en bergtrui en Katarzyna Niewiadoma was op de tiende plaats op ruim vier minuten de beste jongere in het eindklassement.

## Teams
Aan deze editie namen negen UCI-teams deel, zeven clubteams en de nationale selecties van België en Italië.
| UCI-teams             | UCI-teams           | Clubteams en nationale selecties | Clubteams en nationale selecties |
| --------------------- | ------------------- | -------------------------------- | -------------------------------- |
| Rabobank-Liv          | Sengers Ladies      | Parkhotel Valkenburg             | Rabo Plieger van Arckel          |
| Specialized-lululemon | Argos-Shimano       | Futurumshop.nl                   | People's Trust Ladies Cycling    |
| Orica-AIS             | MCipollini Giordana | Water, Land en Dijken            | Nationale selecties:             |
| Hitec Products        | Boels Dolmans       | Ronald McDonald-huis Groningen   | Italië                           |
| Team Tibco            |                     | Restore Cycling                  | België                           |

## Etappe-overzicht
| etappe | datum       | start       | finish           | profiel        | afstand  | winnaar               | klassementsleider    |
| ------ | ----------- | ----------- | ---------------- | -------------- | -------- | --------------------- | -------------------- |
| 1e     | 3 september | Roden       | Roden            | Vlakke rit     | 109,9 km | Kirsten Wild          | Elizabeth Armitstead |
| 2e     | 4 september | Coevorden   | Coevorden        | Ploegentijdrit | 30,3 km  | Specialized-lululemon | Trixi Worrack        |
| 3e     | 5 september | Leerdam     | Leerdam          | Vlakke rit     | 122,2 km | Kirsten Wild          | Trixi Worrack        |
| 4e     | 6 september | Papendrecht | Papendrecht      | Vlakke rit     | 116 km   | Elke Gebhardt         | Trixi Worrack        |
| 5e     | 7 september | Zaltbommel  | Veen             | Vlakke rit     | 120,2 km | Chloe Hosking         | Trixi Worrack        |
| 6e     | 8 september | Bunde       | Berg en Terblijt | Heuvelrit      | 111,7 km | Tatiana Guderzo       | Ellen van Dijk       |

## Etappe-uitslagen

### 1e etappe
| Dinsdag 3 september: Roden - Roden (109,9 km) |                      |                       |          |
| Plaats                                        | Naam                 | Ploeg                 | Tijd     |
| Winnaar                                       | Kirsten Wild         | Argos-Shimano         | 2u42'51" |
| 2                                             | Elizabeth Armitstead | Boels Dolmans         | z.t.     |
| 3                                             | Trixi Worrack        | Specialized-lululemon | z.t.     |
| 4                                             | Annette Edmondson    | Orica-AIS             | z.t.     |
| 5                                             | Ellen van Dijk       | Specialized-lululemon | z.t.     |

### 2e etappe (TTT)
| Woensdag 4 september: Coevorden - Coevorden (30,3 km) |                       |       |         |
| Plaats                                                | Naam                  | Ploeg | Tijd    |
| Winnaar                                               | Specialized-lululemon |       | 38'53"  |
| 2                                                     | Orica-AIS             |       | + 1'15" |
| 3                                                     | Rabobank-Liv          |       | + 1'37" |
| 4                                                     | Boels Dolmans         |       | + 1'57" |
| 5                                                     | Team Tibco            |       | + 2'18" |

### 3e etappe
| Donderdag 5 september: Leerdam - Leerdam (122,2 km) |                      |                                |          |
| Plaats                                              | Naam                 | Ploeg                          | Tijd     |
| Winnaar                                             | Kirsten Wild         | Argos-Shimano                  | 3u01'38" |
| 2                                                   | Shelley Olds         | Team Tibco                     | z.t.     |
| 3                                                   | Elizabeth Armitstead | Boels Dolmans                  | z.t.     |
| 4                                                   | Monique van de Ree   | Ronald McDonald-huis Groningen | z.t.     |
| 5                                                   | Ellen van Dijk       | Specialized-lululemon          | z.t.     |

### 4e etappe
| Vrijdag 6 september: Papendrecht - Papendrecht (116 km) |                |                |          |
| Plaats                                                  | Naam           | Ploeg          | Tijd     |
| Winnaar                                                 | Elke Gebhardt  | Argos-Shimano  | 2u50'00" |
| 2                                                       | Vera Koedooder | Sengers Ladies | + 03"    |
| 3                                                       | Emilie Moberg  | Hitec Products | + 21"    |
| 4                                                       | Shelley Olds   | Team Tibco     | z.t.     |
| 5                                                       | Kirsten Wild   | Argos-Shimano  | z.t.     |

### 5e etappe
| Zaterdag 7 september: Zaltbommel - Veen (120,2 km) |                      |                       |          |
| Plaats                                             | Naam                 | Ploeg                 | Tijd     |
| Winnaar                                            | Chloe Hosking        | Hitec Products        | 2u52'39" |
| 2                                                  | Kirsten Wild         | Argos-Shimano         | z.t.     |
| 3                                                  | Shelley Olds         | Team Tibco            | z.t.     |
| 4                                                  | Elizabeth Armitstead | Boels Dolmans         | z.t.     |
| 5                                                  | Ellen van Dijk       | Specialized-lululemon | z.t.     |

### 6e etappe
| Zondag 8 september: Bunde - Berg en Terblijt (111,7 km) |                      |                     |          |
| Plaats                                                  | Naam                 | Ploeg               | Tijd     |
| Winnaar                                                 | Tatiana Guderzo      | MCipollini Giordana | 2u53'59" |
| 2                                                       | Annemiek van Vleuten | Rabobank-Liv        | z.t.     |
| 3                                                       | Elizabeth Armitstead | Boels Dolmans       | + 14"    |
| 4                                                       | Anna van der Breggen | Sengers Ladies      | + 19"    |
| 5                                                       | Claudia Lichtenberg  | Team Tibco          | z.t.     |

## Eindklassementen

### Algemeen klassement
| Plaats      | Naam                 | Ploeg                 | Tijd      |
| ----------- | -------------------- | --------------------- | --------- |
| Oranje trui | Ellen van Dijk       | Specialized-lululemon | 15u00'47" |
| 2           | Annemiek van Vleuten | Rabobank-Liv          | + 1'05"   |
| 3           | Elizabeth Armitstead | Boels Dolmans         | + 1'11"   |
| 4           | Tatiana Guderzo      | MCipollini Giordana   | + 1'50"   |
| 5           | Claudia Lichtenberg  | Team Tibco            | + 2'17"   |
| 6           | Trixi Worrack        | Specialized-lululemon | + 2'22"   |
| 7           | Anna van der Breggen | Sengers Ladies        | + 2'28"   |
| 8           | Chantal Blaak        | Team Tibco            | + 3'21"   |
| 9           | Megan Guarnier       | Rabobank-Liv          | + 3'59"   |
| 10          | Katarzyna Niewiadoma | Rabobank-Liv          | + 6'04"   |

### Puntenklassement
| Plaats      | Naam                 | Ploeg         | Punten |
| ----------- | -------------------- | ------------- | ------ |
| Groene trui | Kirsten Wild         | Argos-Shimano | 82     |
| 2           | Elizabeth Armitstead | Boels Dolmans | 66     |
| 3           | Shelley Olds         | Team Tibco    | 59     |

### Jongerenklassement
| Plaats      | Naam                 | Ploeg         | Tijd      |
| ----------- | -------------------- | ------------- | --------- |
| Blauwe trui | Katarzyna Niewiadoma | Rabobank-Liv  | 15u04'48" |
| 2           | Amy Pieters          | Argos-Shimano | + 1'01"   |
| 3           | Susanna Zorzi        | Italië        | + 2'29"   |

### Tussensprints
| Plaats    | Naam                 | Ploeg          | Punten |
| --------- | -------------------- | -------------- | ------ |
| Gele trui | Elizabeth Armitstead | Boels Dolmans  | 20     |
| 2         | Annemiek van Vleuten | Rabobank-Liv   | 6      |
| 3         | Vera Koedooder       | Sengers Ladies | 6      |

### Combinatieklassement
| Plaats    | Naam                 | Ploeg                 | Punten |
| --------- | -------------------- | --------------------- | ------ |
| Rode trui | Elizabeth Armitstead | Boels Dolmans         | 27     |
| 2         | Annemiek van Vleuten | Rabobank-Liv          | 23     |
| 3         | Ellen van Dijk       | Specialized-lululemon | 17     |